# آرزو (فیلم ۱۹۶۵)
آرزو (انگلیسی: Arzoo) یک فیلم به کارگردانی راماناند ساگر است که در سال ۱۹۶۵ منتشر شد. از بازیگران آن می‌توان به سادهانا شیوداسانی، راجندرا کومار، و فیروز خان اشاره کرد.